# Labeobarbus cardozoi
Labeobarbus cardozoi es una especie de peces de la familia Cyprinidae, orden Cypriniformes.
Son peces dulceacuícolas del río Congo que pueden llegar alcanzar los 53 cm de longitud total.